# جيري سبينس
جيري سبينس (بالإنجليزية: Gerry Spence) هو محامي أمريكي، ولد في 8 يناير 1929 في لارامي في الولايات المتحدة.